# Bagworth
Bagworth – wieś w Anglii, w hrabstwie Leicestershire. Leży 15 km na zachód od miasta Leicester i 153 km na północny zachód od Londynu.